# Bas Peters
Bas Peters (14 mei 1978) is een Nederlandse mountainbiker uit Heel. In 2004 deed hij namens Nederland mee aan de Olympische Spelen in Athene. 

## Erelijst
2011
- 1e  in het Nederlands kampioenschap Mountainbike Marathon (Elite)

2010
- 1e Stappenbelt Rabobank MTB Trophy 2010 (Elite)

2008
- 1e in het Nederlands kampioenschap Mountainbike Marathon (Elite)
- 3e in het Nederlands kampioenschap Mountainbike XC (Elite)
- 3e Benelux Kampioenschap

2007
- Benelux kampioen (Elite)
- 3e in het Nederlands kampioenschap Mountainbike XC (Elite)

2006
- 1e  in het Nederlands kampioenschap Mountainbike XC (Elite)
- 1e Goossens Merida MTB Trophy
- 1e Grand Prix d’Europe, Malmedy

2005
- 31e in WB-eindklassement

2004
- 13e bij de Olympische Spelen, Athene (Mountainbike)

## Team
Team Combee-Merida, www.teamcombee.nl Onder leiding van oud-motocrosser Leo Combee.